# Personalisatie (denkfout)
Personalisatie is een denkfout waarbij iemand gebeurtenissen of situaties ten onrechte op zichzelf betrekt, zich bijvoorbeeld verantwoordelijk acht voor het gedrag van een ander terwijl enig bewijs daarvoor ontbreekt. Zo kan iemand van wie de partner altijd zout strooit over de maaltijden in de waan verkeren dat de eigen kookkunst te wensen overlaat, terwijl de partner in werkelijkheid gewoon van zout eten houdt.
Personalisatie behoort tot een reeks van denkfouten die volgens de Amerikaanse psychiater Aaron T. Beck depressies veroorzaken of in stand houden. Hij ontwikkelde de cognitieve therapie om patiënten te helpen dergelijke disfunctionele denkwijzen bij zichzelf op te sporen en op basis daarvan hun denken en gedrag aan te passen. 